# Medenicsi
Medenicsi (Меденичі) városi jellegű település Ukrajna Lvivi területének Drohobicsi járásában. Drohobicstól 20 km-re északkeletre fekszik, a Tiszmenicja völgyében, a Letnyanka-patak partján. 2013-ban 3371 lakosa volt. Első írásos említése 1395-ből származik, 1533-ban Medenicja néven említik. 1940-ben városi jellegű településsé nyilvánították. 1959-ig a Drohobicsi terület járási székhelye volt. Az 1950-es években sörgyára is volt.